# Ex chiesa di San Salvatore
La ex chiesa di San Salvatore è un edificio situato nel centro storico di Gaeta, in provincia di Latina, già luogo di culto cattolico; i suoi resti si trovano in vicolo Caetani, nei pressi della cattedrale dei Santi Erasmo e Marciano e di Santa Maria Assunta.

## Storia
La chiesa di San Salvatore sorse probabilmente all'inizio dell'XI secolo in un'area situata nei pressi della chiesa di Santa Maria del Parco (sulla quale sarebbe stata edificata la cattedrale), al di fuori della prima cinta muraria della città. Tradizionalmente, le due più antiche testimonianze scritte sono costituite da due documenti del Codex diplomaticus cajetanus rispettivamente dell'887 e del 954; tuttavia il primo farebbe piuttosto riferimento all'omonima chiesa situata lungo l'attuale via Ladislao (che poi sarebbe stata successivamente inglobata in quella di Santa Lucia, oppure reintitolata a San Benedetto), mentre il secondo sarebbe incerto. La prima attestazione della chiesa di San Salvatore, invece, risalirebbe al dicembre 1021, e farebbe riferimento ad una «ecclesia vocabulo salvatoris et crucis domni nostri iheus christi [...] a parte maris». La chiesa, attestata come dipendente dall'abbazia di Montecassino nella Chronica monasterii Casinensis di Leone Marsicano (1024), viene più volte menzionata all'interno del Codex diplomaticus cajetanus; ivi si fa riferimento in due documenti rispettivamente del 1067 e del 1069 ad un altare dedicato a san Giorgio, motivo per cui è stata avanzata l'ipotesi che, oltre a quello maggiore, la chiesa ne possedesse almeno uno laterale.
La presenza di una parrocchia insistente sulla chiesa di San Salvatore è testimoniata fin dal 1324; nel XIV secolo aveva diverse proprietà terriere ed immobiliari all'interno della città di Gaeta (nel territorio della parrocchia come anche nei pressi della chiesa di San Gregorio), a Serapo e a Mola di Gaeta. Nel 1529, su richiesta del cardinale Tommaso De Vio, allora vescovo di Gaeta, Leone X stabilì con una bolla che essa confluisse con tutte le sue rendite nel capitolo della cattedrale; la disposizione venne attuata soltanto dopo il sinodo diocesano del 1779, essendo vescovo Carlo Pergamo. Nel 1530-1535 la chiesa venne restaurata, presumibilmente nell'ambito della costruzione dell'adiacente palazzo De Vio; è da escludersi la tesi secondo cui con tale intervento la chiesa primitiva, corrispondente soltanto alla navatella destra odierna, fosse stata ampliata a tre navate, essendo l'attuale struttura basilicale riconducibile all'originaria redazione medievale dell'edificio.
Dal 1671, primo centenario della battaglia di Lepanto, al 1809, quando nel regno di Napoli venne applicato il Codice Napoleonico che prevedeva un'istruzione esclusivamente pubblica, la chiesa fu retta dagli scolopi, i quali ebbero una scuola nell'adiacente attuale palazzo arcivescovile fino al 1806. Sconsacrata nel 1814 e adibita ad usi profani, venne in gran parte distrutta nel corso dei bombardamenti della notte tra l'8 e il 9 settembre 1943; quello stesso anno, in precedenza, la volta della navata maggiore era stata demolita poiché in pessimo stato e a rischio crollo. Secondo la variante del piano regolatore generale comunale del 1959, disposta nel 1962 dal comune di Gaeta su richiesta del Ministero dei lavori pubblici e redatta da Mario Berucci e Giuseppe Zander, analogamente ad altre chiese ridotte allo stato di rudere (tra le quali San Benedetto e San Nicola) anche San Salvatore sarebbe dovuta essere trasformata in giardino, senza operarne la ricostruzione ed escludendone, pertanto, un'eventuale riapertura al culto. Un primo intervento di restauro venne condotto nel 1962 per consolidare le strutture superstiti su progetto di Giuseppe Zander; negli anni 1980, trasformata in giardino privato, l'area venne dotata di un nuovo pavimento in cotto. Acquistata dall'arcidiocesi di Gaeta nel 2010, nel 2013 è stata nuovamente restaurata con il completamento della ricomposizione delle file di colonne sinistra; attualmente è adibita a spazio espositivo.

## Descrizione

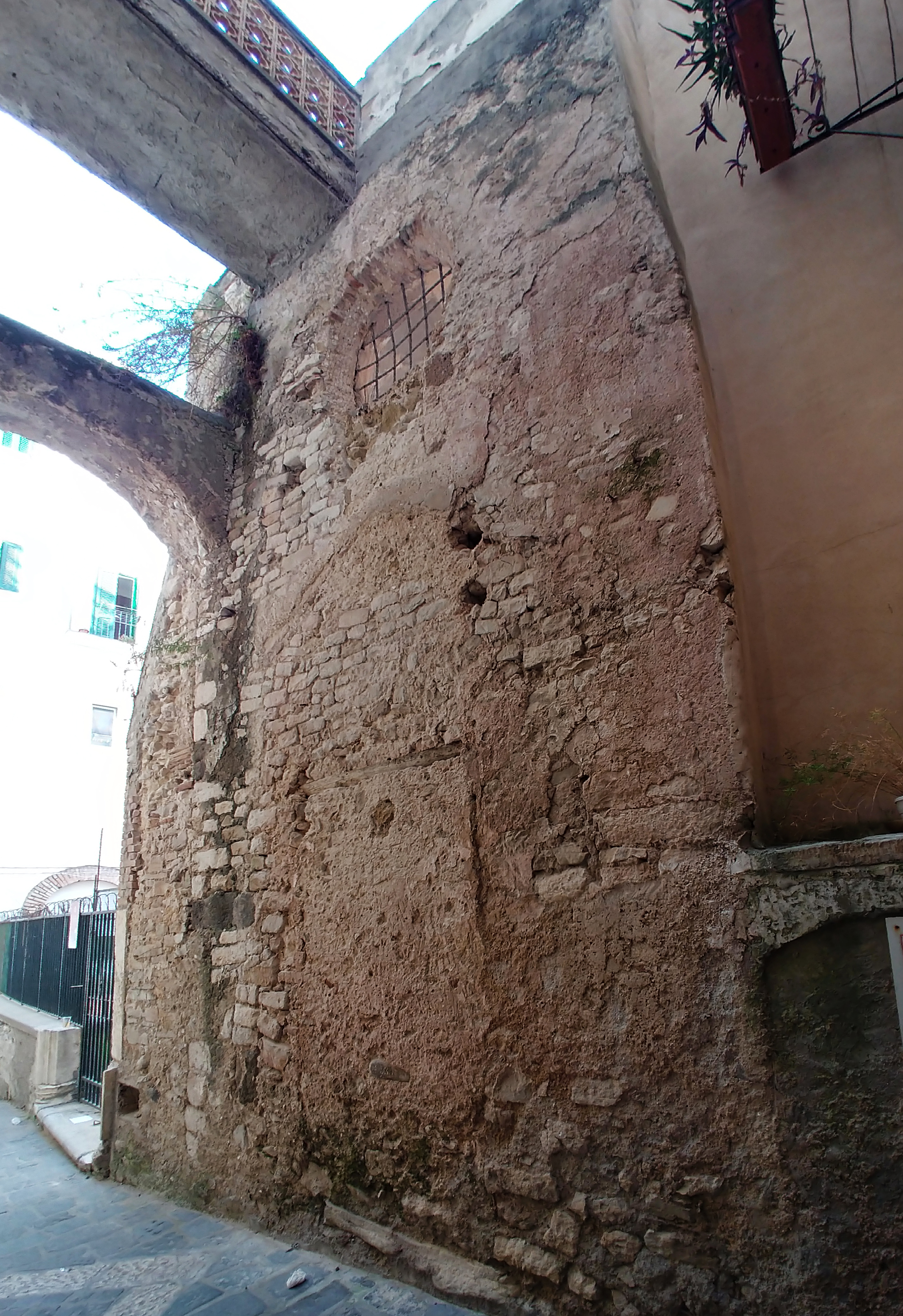
Il prospetto della navatella destra.

L'area su cui sorge la ex chiesa di San Salvatore è delimitata ad est dal complesso della cattedrale, a sud dal palazzo De Vio (nella cui fiancata settentrionale è inglobata l'antica torre Georgia, alla cui base è situata la posterla del X secolo) e sui due lati rimanenti dal vicolo Caetani, il quale segue il tracciato di un canale attualmente interrato.
Della struttura non rimangono che alcuni resti, i quali permettono di leggerne la conformazione medievale; le altre parti vennero distrutte dal bombardamento del settembre 1943. La chiesa presentava una pianta basilicale analoga a quella di altre del centro storico di Gaeta databili tra il IX secolo e l'XI (quali San Benedetto e, presumibilmente, Santa Barbara; l'aula era separata in tre navate di quattro campate ciascuna, da due file di archi a tutto sesto; la copertura era costituita da volte a crociera (quelle della navata maggiore, estradossate); sono ancora presenti le due serie di tre colonne marmoree di spoglio, terminanti in alto con capitelli corinzi; fino al restauro del 1962, la seconda e la terza (come sul lato opposto la terza e la quarta) erano racchiuse entro pilastri di rinforzo in muratura. La navata centrale terminava con un'abside quadrangolare, ancora visibile, con volta a crociera introdotta da un arco ribassato attualmente in mattoni a vista, sulla quale poggia la sacrestia capitolare della cattedrale, ad essa perpendicolare, edificata nel XVIII secolo; delle absidiole che concludevano le navate laterali, rimane traccia soltanto nelle rispettive arcate d'ingresso, delle quali quella di sinistra in gran parte tamponata, quella di destra trasformata in accesso secondario al palazzo De Vio. Sul lato sinistro della chiesa si elevava un campanile a vela. La navata laterale di destra, la cui parete esterna è costituita dalla cinta muraria ducale del 914-934, è ancora visibile nella sua interezza; coperta con volta a crociera ogivale, ribassata e costolonata (non anteriore al XII secolo), presenta alcuni lacerti di affreschi di ispirazione bizantina, con riferimenti alla pittura longobarda. Il più antico è situato sulla parete destra, nella seconda campata, raffigura un Santo in posizione stante (probabilmente facente parte di una teoria di figure che in origine ornavano le pareti laterali della chiesa) e risale agli inizi del IX secolo; nella quarta campata vi è un secondo affresco, notevolmente guasto, con due Santi entro una cornice (XIII secolo); nella controfacciata si trovava una coeva Figura in trono con donatore, della quale rimane visibile soltanto la parte inferiore.
Non sono più presenti né la facciata principale (della quale rimangono la soglia e la base degli stipiti del portale) che sul lato interno, al di sopra dell'ingresso, presentava un affresco con la Crocefissione di Gesù, né la parete esterna della navata sinistra, sostituite da un basso muretto chiuso da una cancellata; è ancora visibile il prospetto della navata di destra, con le tracce di una porta murata e di una finestra rettangolare all'interno della quale venne successivamente aperto un oculo.

## Galleria d'immagini

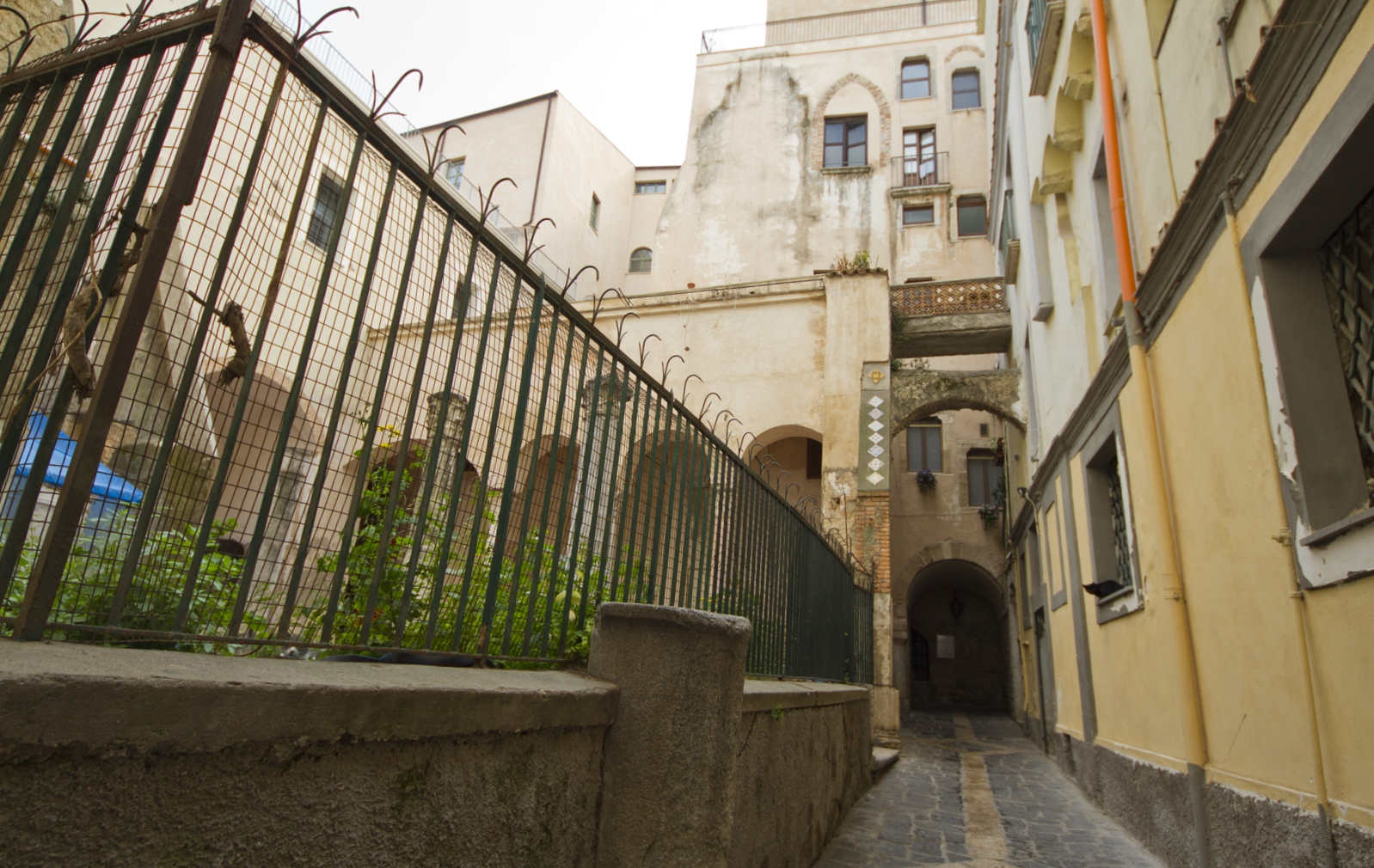
L'area della chiesa e vicolo Caetani
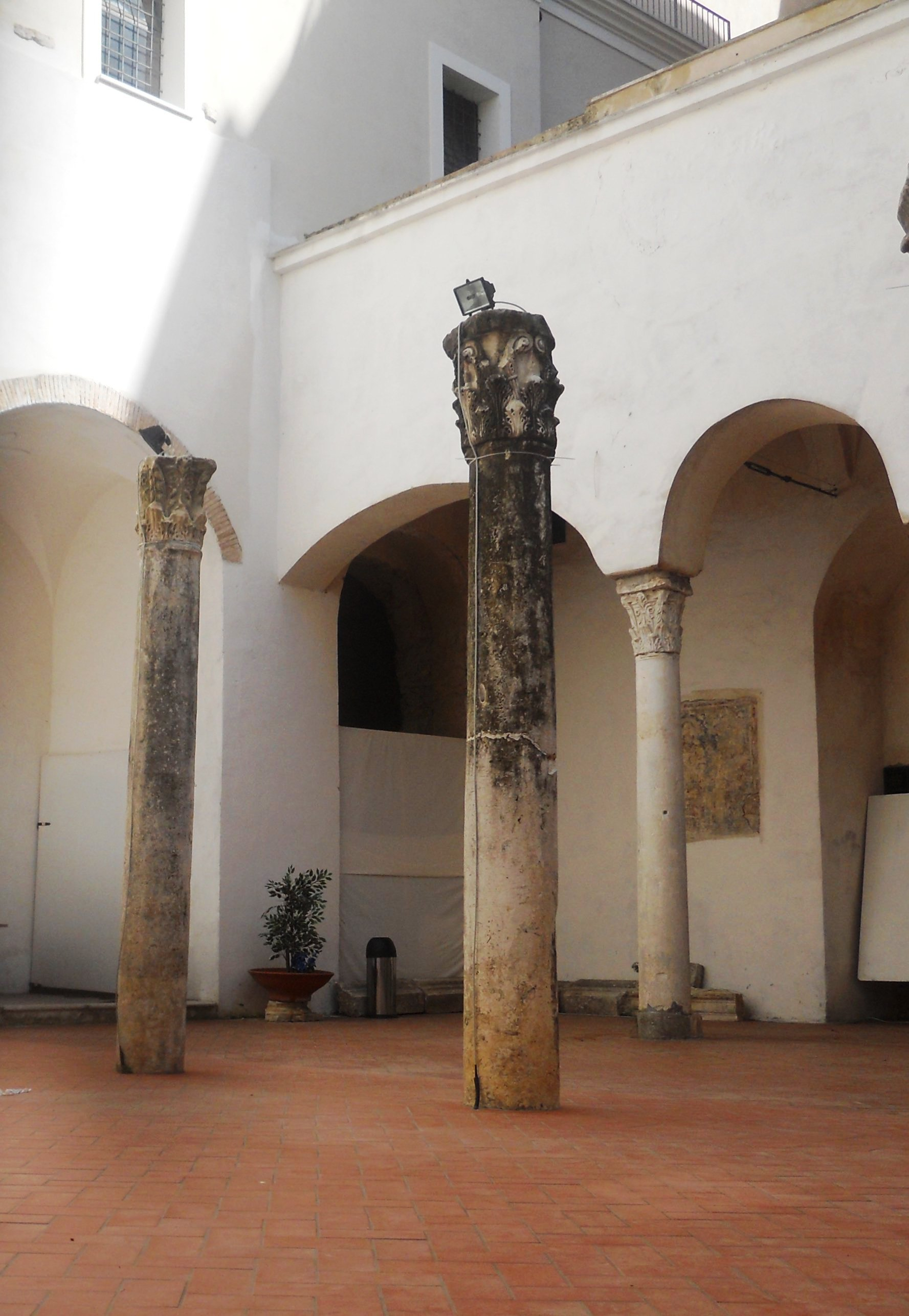
Alcune colonne
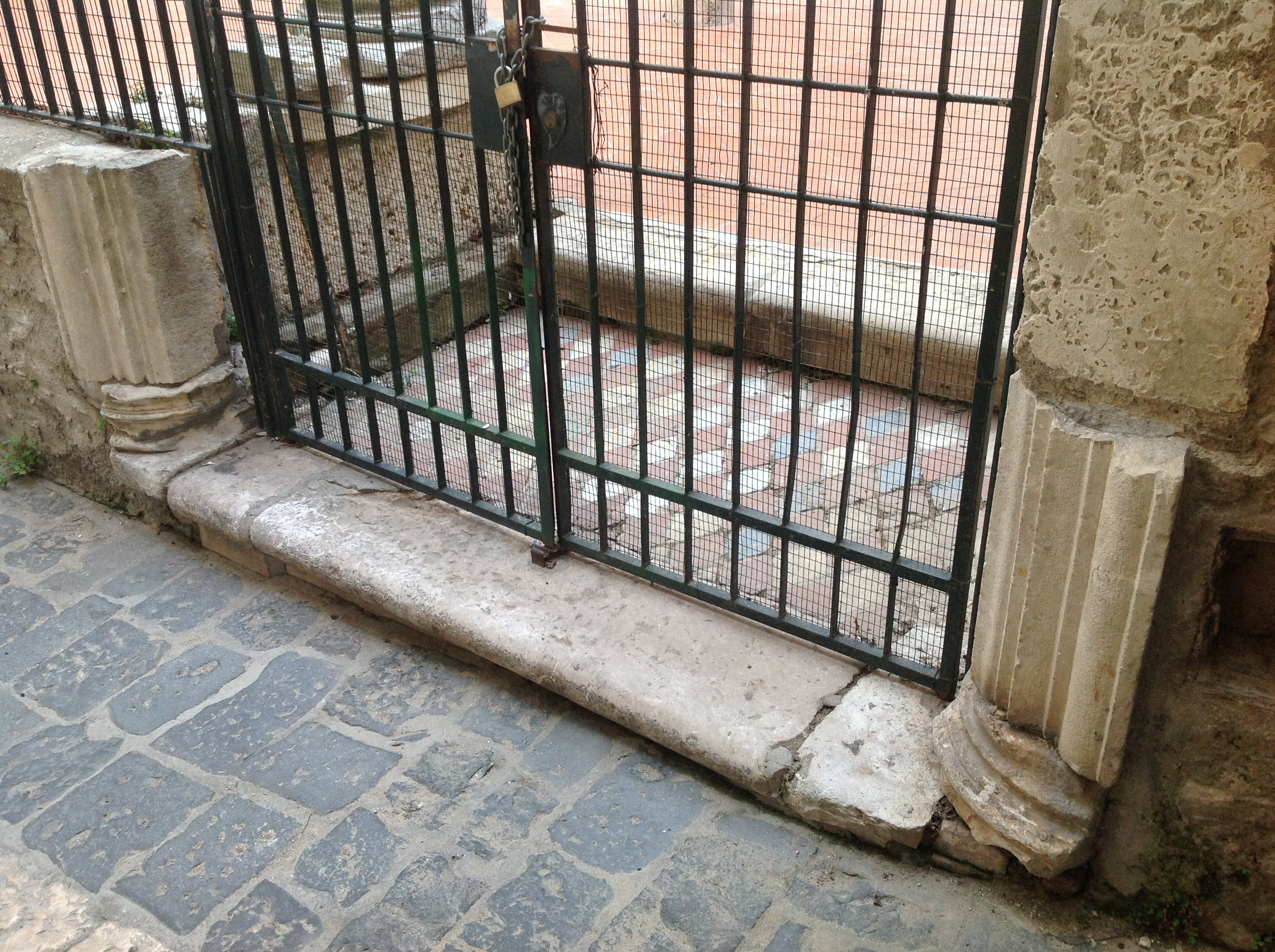
Soglia e stipiti del portale cinquecentesco
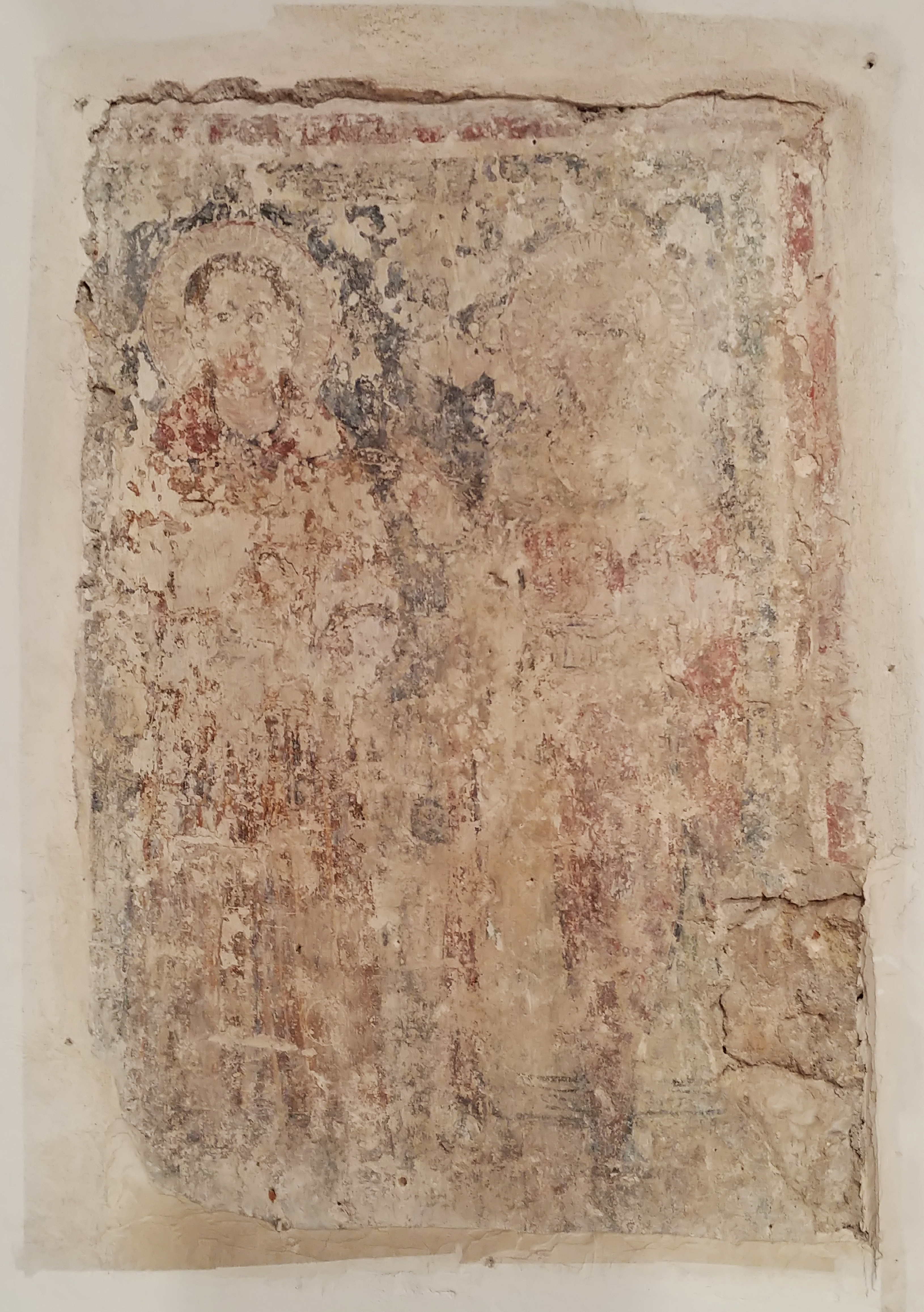
Affresco con Santi
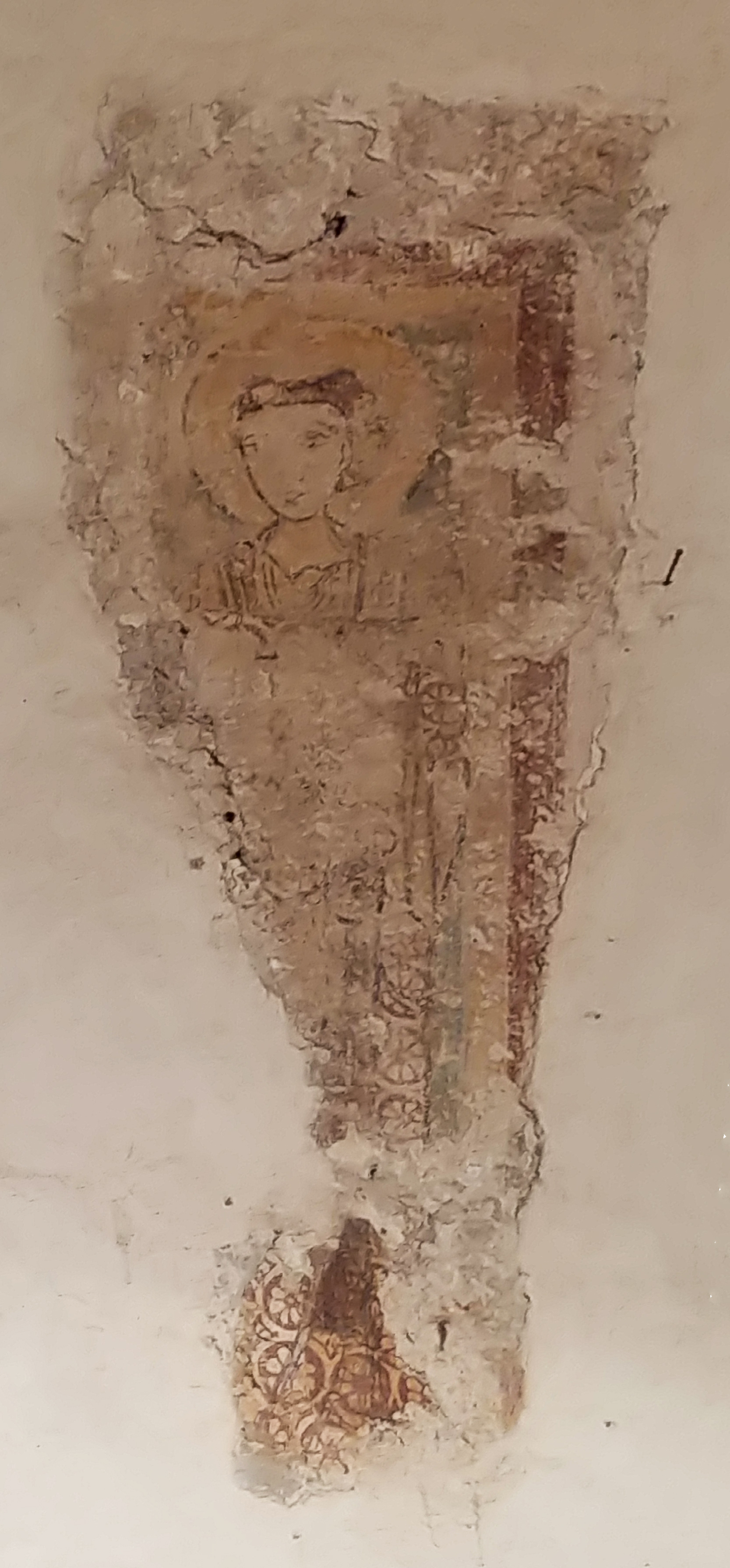
Affresco con Santo
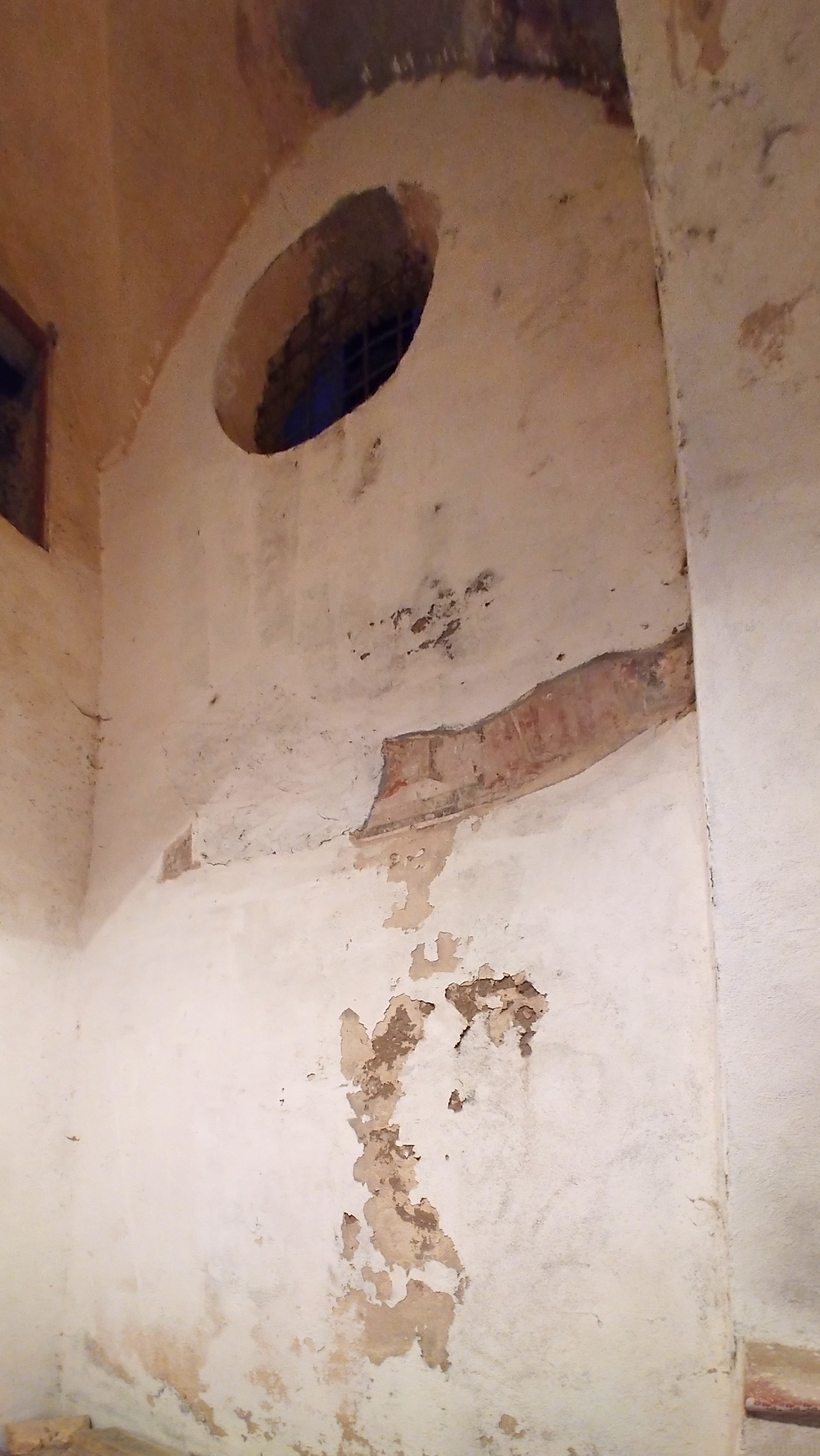
Controfacciata della navata destra